# Перекид

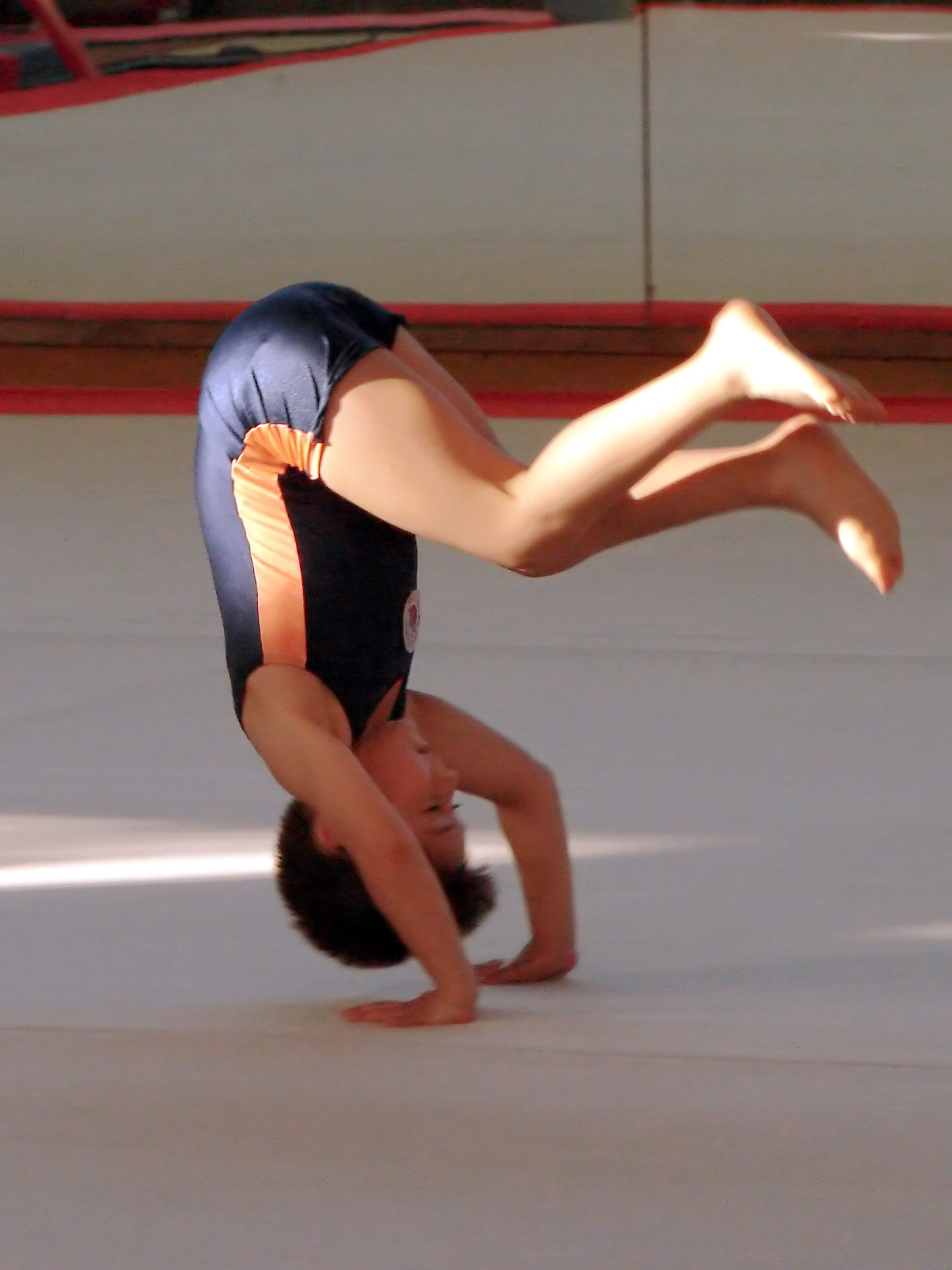
Дитина виконує перекид

Перекид — переворот через голову на поверхні (перекид у повітрі називається сальто). Під час деяких перекидів потрібно групуватися. При виконанні цього елемента напружується спина, тому його слід виконувати на м'якій поверхні. Перекид є базовою гімнастичною вправою, яку виконують навіть у школі на уроках фізкультури.

## Види
Існує три види перекидів:
- вперед — виконується з положення навприсядки через перекат; згрупування виконується одразу після початку перекидання
- назад — також виконується з положення навприсядки через перекат; згрупування буває двох видів: як у перекиді вперед або як у сальто назад
- бічний — перекид виконують з трохи зігнутих ніг через перехід у поставу на ноги; згрупування не виконується. Ноги під час перекиду або лишаються трохи зігнутими, або стають у положення двох основних перекидів.